# Luis de León (pisarz)
Fray Luis de León (ur. 1527 w Belmonte, zm. 23 sierpnia 1591 w Madrigal de las Altas Torres) – hiszpański pisarz, tłumacz, augustianin.
Był mistrzem tak zwanej szkoły salamantyjskiej, odznaczającej się powściągliwością wyrazu i przewagą idei nad formą. Tworzył poezję, prozę religijną (m.in. dialog De los nombres de Cristo, 1583) i moralistyczną (La perfecta casada, 1583). Dokonywał też przekładów wybranych ksiąg Biblii i utworów poetów rzymskich na język hiszpański.